# Richard Millet
Richard Millet (* 29. März 1953 in Viam im Département Corrèze) ist ein französischer Schriftsteller und Verlagslektor.

## Leben

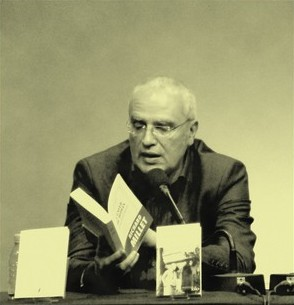
Richard Millet

Millet stammt aus dem Département Corrèze. Von seinem 6. bis zu seinem 14. Lebensjahr lebte er im Libanon. 1975–1976 nahm er auf Seiten der christlichen Milizen als Freiwilliger am Libanesischen Bürgerkrieg teil. 1984 gründete er die literarische Zeitschrift Recueil, die bis 1995 erschien. Millet war 20 Jahre lang als Lehrer tätig, bevor er sich entschloss, nur noch als Schriftsteller zu arbeiten. 1994 erhielt er für Le Sentiment de la langue (1986) den Essay-Preis der Académie française. Als Romancier und Essayist schildert er die heimatliche Corrèze, wohin er bis heute regelmäßig zurückkehrt, in zahlreichen Romanen und Erzählungen und vertritt in seinen Essays seine besondere Vorstellung von Literatur.
2005 nahm er zusammen mit Frédéric Beigbeder, Alain Decaux, Mohamed Kacimi, Daniel Rondeau und Jean-Pierre Thiollet an der französischen Buchmesse in Beirut (Salon du livre de Beyrouth) teil.
Richard Millet ist auch als Herausgeber für das Verlagshaus Gallimard tätig und spielte eine entscheidende Rolle bei der Veröffentlichung von Die Wohlgesinnten von Jonathan Littell. Dieses Buch wurde 2006 ebenso mit dem Prix Goncourt ausgezeichnet wie 2011 das ebenfalls von Millet herausgegebene L’Art français de la guerre von Alexis Jenni.
Millet ist Vater von zwei Töchtern, von denen er eine im August 2002 in Viam, seinem Geburtsort, taufen ließ.

## Veröffentlichungen
Das Werk von Richard Millet bewegt sich um die Themen Zeit, Tod, Sprache. Die Lust, das Böse und das Leiden sind weitere Themen, die sein gesamtes Werk durchziehen. Er verknüpft in seinen Werken religiöse Bezüge mit einer derben Sprache und verbindet somit die Tradition des Katholizismus und der sexuellen Revolution der 1960er Jahre. Stilistisch sieht sich Millet in der Tradition der großen französischen Prosaschriftsteller „von Bossuet bis Claude Simon“.
Mehrere seiner Romane spielen in dem Dorf „Siom“, dem literarischen Gegenstück von Viam, vor allem La Gloire des Pythre (1995), L’Amour des trois sœurs Piale (1998), Lauve le pur (2000), Ma vie parmi les ombres (2003), Tarnac (2010). Besonders das Plateau de Millevaches, seine Landschaft, sein Klima, seine geographische Lage, die Veränderungen in den Lebensumständen seiner Bewohner im Verlauf des 20. Jahrhunderts sind wesentliche Elemente in seinen Geschichten.

### Polemische Essays

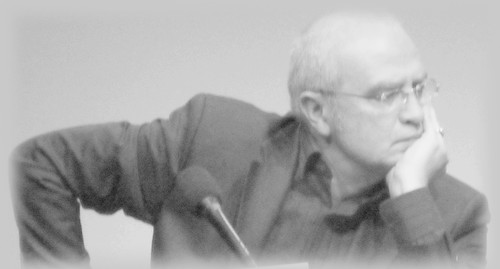
Richard Millet im November 2010

2005 kritisierte Millet in Le Dernier Écrivain (Der letzte Schriftsteller) und Harcèlement littéraire (Literarische Belästigung) einen Großteil der zeitgenössischen französischen Schriftsteller, weil sie nach seiner Meinung die Regeln der französischen Sprache nicht kennen oder diese mit Füßen treten. Zudem prangerte er das Vorherrschen von literarischen Untergattungen wie Kriminalromanen, Fantasy- und Science-Fiction-Literatur an, die zu einem gesellschaftlichen Wertewandel geführt hätten. Er nahm damit eine schon ältere literarische Diskussion wieder auf: während nach Jorge Luis Borges der Kriminalroman der würdige Nachfahre der Griechischen Tragödie ist, behauptete José Ortega y Gasset, dass der psychologische Roman alle anderen literarischen Gattungen bei weitem an Intensität übertrifft. Diese zweite Position griff Millet auf und stellte den aus seiner Sicht minderen Genres die lebendige, reiche und tiefschürfende Sprache des Romans gegenüber.
2007 prangerte Millet in Désenchantement de la littérature (Enttäuschung der Literatur) erneut die Versäumnisse zeitgenössischer Autoren sowie den Verlust religiösen Empfindens in Europa an und vertrat die Meinung, dass Frankreich ohne seine christliche Identität nicht mehr Frankreich sei. Sowohl seine literarischen als auch seine religiösen Standpunkte riefen bereits damals in Frankreich zahlreiche Kritiker auf den Plan. Der Schriftsteller Philippe Sollers äußerte sich demgegenüber im Gespräch zustimmend über einige Aussagen von Désenchantement. Auf die Kritik antwortete Millet im März 2008 in L’Opprobre (Die Schande).
2010 ließ sich Richard Millet in L’Enfer du roman (Die Hölle des Romans) über die von ihm sogenannte „Postliteratur“ aus und kritisierte die gegenwärtige Vorherrschaft des „geschmack- und stillosen internationalen Romans“, der er die Einsamkeit des Schriftstellers und dessen Suche nach einem eigenen Stil in den Tiefen seiner Sprache entgegensetzte.
2011 entwickelte er seine literarischen und gesellschaftlichen Positionen in Fatigue du sens (Der erschöpfte Sinn) und Arguments d’un désespoir contemporain (Argumente einer zeitgenössischen Verzweiflung) weiter. Am 11. Juni 2011 provozierte er die Öffentlichkeit mit seiner Aussage auf France Culture, dass jemand, der sich in der dritten Generation immer noch Mohammed irgendwas nenne, für ihn kein Franzose sei.
2012 veröffentlichte er die beiden Schriften De l’antiracisme comme terreur littéraire (Antirassismus als literarischer Terror) und Langue fantôme. Essai sur la paupérisation de la littérature suivi de Eloge littéraire d’Anders Breivik (Phantomsprache. Versuch über die Verelendung der Sprache mit einer Literarischen Lobrede auf Anders Breivik). In dem zweiten dieser beiden Essays versucht er, die Osloer Mordtaten mit dem Multikulturalismus innerhalb der norwegischen Gesellschaft und mit Breiviks Verlust der eigenen Identität zu begründen. Obwohl er den Massenmord im Juli 2011 verurteilt, rühmte Millet Breiviks „formale Perfektion“ ebenso wie seine „literarische Dimension“. Hierüber entwickelte sich in den französischen Medien eine Polemik, in der auch die Frage gestellt wurde, ob sich diese Veröffentlichung Millets noch mit seiner Verantwortung als Verleger bei Gallimard vertrage. Nachdem sich die Gallimard-Autoren
Jean-Marie Le Clézio und Annie Ernaux in französischen Tageszeitungen entsetzt über Millets Äußerungen zu Breivik geäußert hatten, vereinbarte der Verleger Antoine Gallimard mit Millet schließlich, dass dieser für sein Haus künftig Autoren nur noch als freier Lektor von zu Hause aus betreuen wird.

### Kriegserfahrung
In seiner Erzählung La Confession négative (2009) schildert Richard Millet durch sein literarisches Alter Ego, wie er sich, weniger aus Überzeugung als aus Prinzip und ohne die wahren Hintergründe der Auseinandersetzungen zu kennen, auf Seiten der christlichen Milizen im libanesischen Bürgerkrieg engagiert. In der Nachfolge von André Malraux sah er sich als Vertreter der geschichtlichen Mission Frankreichs in der Welt. Für seine Auffassung, dass nur der Krieg dem Schriftsteller bringen könne, was dieser wirklich wolle, nämlich seine eigene Wahrheit, beruft er sich auf Ernest Hemingway, Ernst Jünger, William Faulkner, Curzio Malaparte oder T. E. Lawrence.
Zitat aus La Confession négative:
- „Ich habe einst Männer töten müssen, auch Frauen, Greise, vielleicht auch Kinder. Und dann bin ich alt geworden. Wir sind schneller alt geworden als die Anderen. (…) Über all das kann ich ziemlich offen reden: diejenigen, die mir den Tod angedroht haben für den Fall, dass ich bestimmte Dinge öffentlich erzählen sollte, sind jetzt nicht mehr unter den Lebenden und ich lebe schon seit langem wieder in Europa, wo die Menschen an nichts mehr glauben und wo die Ulmen an Krankheiten eingegangen sind.“

## Werke (Auswahl)
- Le Sentiment de la langue Bd. 1 – 3. La Table Ronde, Paris 1993 ISBN 978-2-7103-0576-7
- La Gloire des Pythre. P.O.L., Paris 1995 ISBN 978-2-86744-481-4
  - Übers. Christiane Seiler: Der Stolz der Familie Pythre. Alexander Fest, Berlin 2001 ISBN 978-3-8286-0139-0
- L’Amour des trois sœurs Piale. Éditions P.O.L., Paris 1997 ISBN 978-2-07-040449-0
  - Übers. Christiane Seiler: Die drei Schwestern Piale. Alexander Fest, Berlin 1998 ISBN 978-3-8286-0054-6
- Lauve le pur. Éditions P.O.L., Paris 2000. ISBN 978-2-86744-712-9
- Ma vie parmi les ombres. Gallimard, Paris 2003 ISBN 978-2-07-076544-7
- Le Dernier Écrivain. Fata Morgana, Saint Clément de rivière 2005 ISBN 978-2-85194-650-8
- Dévorations. Gallimard, Paris 2006 ISBN 978-2-07-078125-6
- Désenchantement de la littérature. Gallimard, Paris 2007 ISBN 978-2-07-078572-8
- L’Opprobre. Essai de démonologie. Gallimard, Paris 2008 ISBN 978-2-07-012066-6
- La Confession négative. Gallimard, Paris 2009 ISBN 978-2-07-012413-8
- Tarnac. Gallimard, Paris 2010 ISBN 978-2-07-013036-8
- L’Enfer du roman. Réflexions sur la postlittérature. Gallimard, Paris 2010 ISBN 978-2-07-012969-0
- Fatigue du sens. Pierre-Guillaume de Roux Éditions, Paris 2011 ISBN 978-2-36371-005-5
- De l’antiracisme comme terreur littéraire. Pierre-Guillaume de Roux Éditions, Paris 2012 ISBN 978-2-36371-043-7
- Langue fantôme: Essai sur la paupérisation de la littérature suivi de Eloge littéraire d’Anders Breivik. Pierre-Guillaume de Roux Éditions, Paris 2012 ISBN 978-2-36371-037-6
  - Übers.: Silke Lührmann; Christa Nitsch: 3 Texte von 2011/2012 in: Millet, Verlorene Posten. Schriftsteller, Waldgänger, Partisan. Antaios, Schnellroda 2013 ISBN 978-3-944422-25-1 (u. a. Antirassismus: Terror gegen die Literatur S. 187ff.; Der Schriftsteller als Partisan S. 17ff.; Der erschöpfte Sinn S. 27ff.; Literarische Eloge auf Anders Breivik, S. 171ff.) Mit Essay über R. M.: Eisiger Wind von Torsten Hinz[17]

### Zeitschriften
- Le Matricule des anges. Le mensuel de la littérature contemporaine, Heft n° 30 Richard Millet, März–Mai 2000
- La Femelle du requin. Revue de littérature et cétacés, Heft n° 16 Auteur: Richard Millet, Herbst 2001
- La Nef, Heft n° 187 Le désenchantement ou la grâce. Entretien avec Richard Millet, November 2007
- Jochen Jung: Heiligenlegende. In: Die Zeit, Nr. 23/2005; Rezension von Der Stolz der Familie Pythre